# Adriano Visconti
Adriano Visconti di Lampugnano (Tripoli, 11 novembre 1915 – Milano, 29 aprile 1945) è stato un ufficiale italiano.
Durante la seconda guerra mondiale fu un asso dell'aviazione italiana, dapprima come pilota della Regia Aeronautica e, dopo l'armistizio dell'8 settembre 1943, dell'Aeronautica Nazionale Repubblicana (ANR), divenendo il comandante del 1º Gruppo caccia della stessa ANR Ha conseguito dieci vittorie accertate.

## Biografia
Adriano Visconti di Lampugnano nacque a Tripoli, figlio di Galeazzo Visconti di Lampugnano e Cecilia Dall'Aglio, emigrati in Libia in seguito alla colonizzazione italiana del 1911. Si arruolò nella Regia Aeronautica come allievo del Corso REX dell'Accademia Aeronautica il 21 ottobre 1936 e conseguì il brevetto di pilota militare presso la scuola d'aviazione di Caserta. Proseguì il suo addestramento sul Breda Ba.25 e sull'IMAM Ro.41 e, nel 1939, fu assegnato alla 159ª Squadriglia del 50º Stormo d'Assalto (reparto specializzato nell'attacco al suolo).
Nel giugno del 1940, allo scoppio della guerra, Visconti fu trasferito con il suo reparto in Africa settentrionale, presso l'Aeroporto di Tobruch, dove combatté volando sui Breda Ba.65 e sui Caproni Ca.310. Nel periodo giugno-dicembre 1940 fu decorato con due medaglie d'argento al valor militare ed una medaglia di bronzo.
Nel gennaio 1941 Visconti fu trasferito alla 76ª Squadriglia caccia del 54º Stormo caccia terrestre dove venne addestrato al volo sul caccia Macchi M.C.200, svolgendo poi servizio operativo sull'isola di Malta e nei cieli africani con il Macchi M.C.202.
Il 29 aprile 1943, nel corso dell'ultimo grande scontro aereo prima della caduta della Tunisia, l'allora tenente Visconti guidò dodici Macchi M.C.202 del 7º Gruppo autonomo caccia terrestre all'attacco di sessanta tra Supermarine Spitfire e Curtiss P-40. Visconti abbatté uno Spitfire V, mentre altri quattro furono accreditati ad altri piloti del 54º Stormo.
Ad Adriano Visconti furono concesse in totale quattro medaglie d'argento e due medaglie di bronzo al valor militare
In seguito, promosso al grado di capitano, divenne comandante della 310ª Squadriglia caccia aerofotografica, specializzata nell'aero-ricognizione ed equipaggiata con Macchi C.205 in una speciale versione modificata a Guidonia. I velivoli erano dei C.205 appositamente modificati con l'eliminazione della radio di bordo e l'installazione di una fotocamera nella parte bassa della fusoliera in posizione centrale. A metà luglio quattro di questi Veltro arrivarono a Guidonia per la 310 sq. i cui piloti, oltre all’addestramento all'uso del velivolo ebbero pure modo di partecipare alla difesa aerea di Roma fino al 25 di agosto, quando tre 205 e tre piloti del reparto, fra cui il comandante, vennero dislocati sul campo di Decimannu per ricognizioni da effettuare sulle coste algerine e tunisine. Dopo aver effettuato diverse di tali missioni sino al 7 settembre 1943, l'improvvisa e inattesa comunicazione via radio della firma dell’armistizio colse la sera dell'8 settembre 1943 in piena sorpresa gli uomini del capitano Visconti, che come tantissimi altri comandanti italiani quel giorno cercò inutilmente di mettersi in contatto con i propri superiori, che nel caso della 310 sq. erano a Roma. Invece di rientrare in continente da soli e con i tre velivoli, lasciando così i nove specialisti del reparto in Sardegna (e quasi certi di essere catturati dagli ex-alleati tedeschi), i piloti del reparto ritennero di ripetere quanto fatto alcuni mesi prima in Tunisia; svuotando le fusoliere dei ricognitori da alcune componenti di bordo, otto degli specialisti (il nono era il maresciallo fotografo che volle rimanere a terra per tentare di salvare le preziose macchine fotografiche) presero posto all’interno dei tre C.205 e il 9 settembre 1943 gli stessi velivoli con ben undici persone trasportate raggiunsero indenni Guidonia.
Dopo l'armistizio dell'8 settembre 1943 Visconti aderì alla Repubblica Sociale Italiana e, dopo il "bando Botto", partecipò attivamente alla costituzione del 1° gr. ct. dell'Aeronautica Nazionale Repubblicana venendo nominato comandante della 1ª Squadriglia del medesimo del 1º Gruppo caccia formato da tre squadriglie, inizialmente tutte dotate di caccia Macchi C.205. Nell'estate del 1944 venne aggregata al gruppo la Sq. Aut. "Montefusco Bonet" con i suoi FIAT G.55 ; altri FIAT G.55 vennero trasferiti alla 1ª sq. del 1° gr. ct. dal 2° gr. ct. della ANR quando lo stesso 2° gr. si dotò dei Messerschmitt Bf 109 G-6. Il 15 aprile 1944 Adriano Visconti fu promosso al grado di maggiore e assunse il giorno dopo definitivamente il comando del 1° gr. ct. (che già aveva ad interim dalla fine del febbraio 1944). Tutti i velivoli del reparto, furono distrutti il 25 agosto 1944 dal personale italiano che rifiutò di sottostare alla richiesta tedesca di essere arruolati nella Luftwaffe (Operazione Phoenix) 

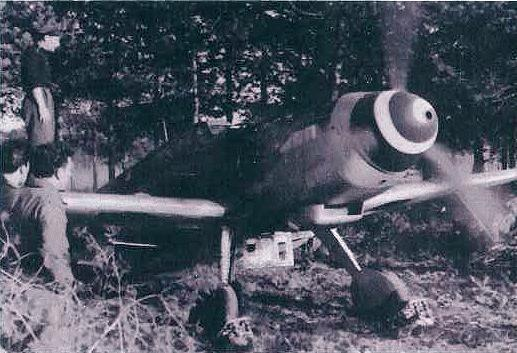
Messerschmitt Bf 109 G-10 dell'Aeronautica Nazionale Repubblicana a Malpensa. Visconti portò in combattimento caccia di questo tipo, negli ultimi mesi di guerra, rivendicando anche degli abbattimenti

Adriano Visconti combatté difendendo l'Italia settentrionale dagli attacchi dei bombardieri anglo-americani utilizzando dal gennaio 1944 all'agosto 1944 il Macchi C.205V e, nel febbraio-marzo 1945, il Messerschmitt Bf 109 G-10, di una particolare sottoversione prodotta dalla Erla - Werke di Leipzig. Questo tipo di Bf 109 G-10 (scoperto per la prima volta dai ricercatori del Club Modellismo Plastico di Ravenna nel 1979) venne fornito a fine febbraio 1945 direttamente dalla fabbrica, oltre che alla 4ª sq. "Gigi tre Osei" del 2° gr. ct., anche al 1° gr. ct. della ANR insieme a dei Messerschmitt Bf 109 G-14 e a tre K-4. Il primo combattimento sul Bf 109 G.10 ebbe luogo il 14 marzo quando il magg. Visconti, comandante del 1º Gruppo, con altri 16 Messerschmitt, intercettò, sul lago di Garda, una formazione di B-25 Mitchell del 321th Bomber Group, che rientrava dopo il bombardamento del ponte ferroviario di Vipiteno. I P-47 Thunderbolt di scorta (del 350th Fighter Group) attaccarono a loro volta i Messerschmitt italiani. Nel corso del combattimento, Visconti attaccò frontalmente il Thunderbolt del 1/Lt. Charles C. Eddy, rivendicandone l'abbattimento, ma lo stesso comandante del 1º Gruppo fu colpito e ferito al volto dalle schegge del proprio parabrezza e costretto a lanciarsi atterrando nei pressi di Costa. Il 15 marzo l'ANR attribuì a Visconti la vittoria e la segreteria inoltrò la pratica per richiedere il "Premio del Duce", le 5.000 lire che spettavano all'abbattitore di un monomotore. In realtà il P-47 dell'americano Eddy rientrò alla base di Pisa con il velivolo danneggiato ed era di nuovo operativo il 2 aprile successivo in un'altra missione. Il Messerschmitt Bf 109 di Visconti cadde nei pressi di Tignale, in provincia di Brescia. I resti del velivolo saranno ritrovati e identificati nel 2019.

### La resa del 1º gruppo e l'assassinio di Adriano Visconti
Il 29 aprile 1945, a Gallarate, Adriano Visconti firmò la resa del suo reparto, il 1º Gruppo caccia controfirmata da rappresentanti della Regia Aeronautica, del Comitato di Liberazione Nazionale Alta Italia (CLNAI), del Comitato di Liberazione Nazionale (CNL) e da 4 capi partigiani.  L'accordo garantiva la libertà ai sottufficiali ed agli avieri del Gruppo, e l'incolumità personale di tutti gli ufficiali, nonché l'impegno di consegnare questi ultimi alle autorità militari italiane o alleate, come prigionieri di guerra.
I 60 ufficiali e le 2 ausiliarie del 1° gr. ct. vennero quindi condotti a Milano, nella caserma del Rgt. "Savoia Cavalleria" (3°), già sede dell'Intendenza della Guardia Nazionale Repubblicana allora occupata dalle brigate garibaldine "Redi" e "Rocco" sotto il comando del partigiano "Iso" alias Aldo Aniasi. Non appena i prigionieri furono sistemati in un primo stanzone, e solo dopo aver convinto tutti gli ufficiali a lasciare per terra le loro armi di ordinanza, un partigiano ordinò a Visconti di seguirlo. Il sottotenente Valerio Stefanini, aiutante maggiore di Visconti, ritenne suo dovere accompagnare in questa occasione il suo comandante, ritenendo che il medesimo si stesse avviando ad un interrogatorio. Intorno alle 14:00 però, mentre gli ufficiali del 1°gr. ct. venivano condotti in un altro stanzone dove erano state approntate delle brande, furono udite due raffiche improvvise. Secondo l’attaché della Luftwaffe al Ministero dell'Aeronautica Repubblicana, colonnello von Ysemburg, allora presente, i due, Visconti e Stefanini, furono colpiti alle spalle da raffiche di mitra esplose da un russo. Visconti fu finito con due colpi di pistola alla nuca.
Ai restanti prigionieri venne successivamente comunicata la notizia dell'avvenuta esecuzione. e gli stessi vennero salvati da ulteriori assassinii all'ultimo momento, solo dall’arrivo di truppe inglesi, di ufficiali del Regio Esercito e dei Carabinieri che riuscirono a farli spostare dalla Montebello. Le vere cause dell'assassinio di Adriano Visconti e di Valerio Stefanini, perpetrato in spregio delle clausole di resa del 29 aprile 1945, ad oggi non sono ancora note.

Il sottotenente Valerio Stefanini che fu ucciso insieme a Visconti

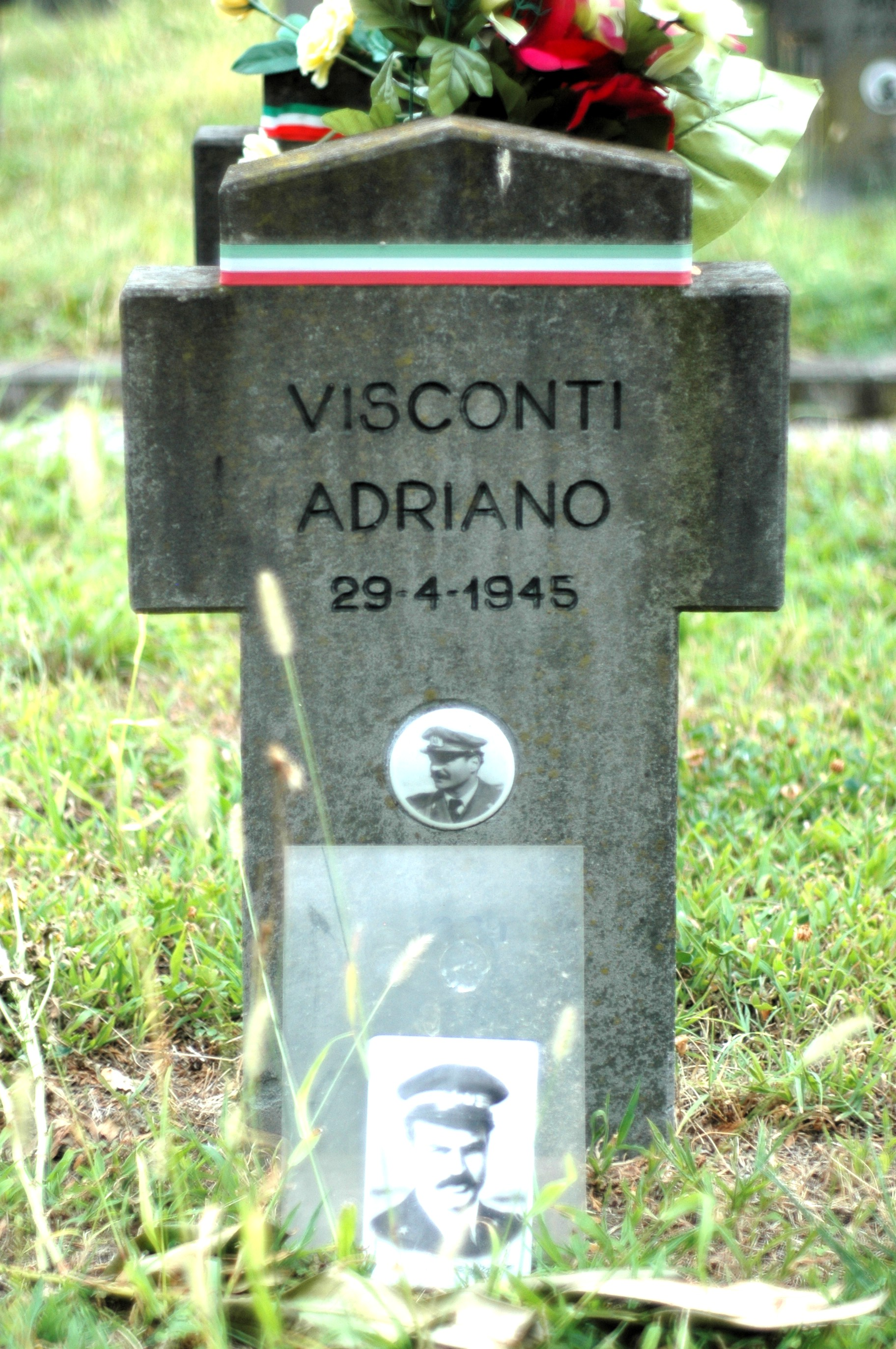
Tomba di Adriano Visconti nel Campo X del Cimitero Maggiore di Milano

Visconti fu sepolto nel Cimitero di Musocco a Milano nel campo 10 insieme a centinaia di aderenti alla Repubblica Sociale Italiana caduti di quei giorni, molti dei quali rimasti anonimi.

### Riconoscimenti
Nel National Air and Space Museum di Washington (USA) è stata sistemata, su segnalazione dell'Ufficio Storico dell'USAF, una foto di Visconti come "asso" dell'Aeronautica italiana.
Presso il "Museo Storico Aeronautico Scientifico e Tecnologico Forze Armate" a Fiume Veneto è presente un monumento dedicato ad Adriano Visconti di Lampugnano e agli uomini che servirono sotto il suo comando nell'ANR.
All'interno del Museo Storico Aeronautico del FVG è conservata la divisa originale del Maggiore Adriano Visconti.
Una fotografia di Visconti, definito asso della caccia italiana, è inoltre sistemata nel museo di Ellis Island (NY), Usa.
Compare come personaggio, assieme ad altri celebri aviatori Italiani quali Francesco Baracca e Arturo Ferrarin, nel film d'animazione giapponese Porco Rosso, del 1992, opera di Hayao Miyazaki.
- Di Adriano Visconti si parla ampiamente in sei film documentari, per la regia di Claudio Costa:
- Volando con Visconti (2010):[8]  dedicato alla memoria di Adriano Visconti e Valerio Stefanini, in cui il tenente pilota Cesare Erminio, che combatté nell'Aeronautica Nazionale Repubblicana con Visconti, racconta la sua esperienza di guerra a fianco del suo amico e comandante. Negli extra del DVD c'è una testimonianza del fratello di Valerio Stefanini, Aldo, sulla morte di Visconti e del suo giovane luogotenente.
- Aquile senza corona (2011:[9] intervista a un ex volontario della Repubblica Sociale Italiana, Mario Montano, che racconta come conobbe Visconti a Campoformido. (Il documentario fu ritirato dal regista perché Montano non risultò attendibile come testimone. Dopo alcuni controlli su alcune dichiarazioni rilasciate da Montano si scoprì che questi non era stato mai un pilota del Primo Gruppo Caccia. Fu lo stesso Montano a confermare poi la cosa scrivendo al regista del documentario e scusandosi. Nonostante questo però Montano scrisse dei libri romanzati in cui affermava di aver combattuto con Visconti ma narrando aneddoti accaduti ad altri piloti che lui contattava dicendo di essere un appassionato di aeronautica).
- Il cacciatore del cielo (2011): l'asso della Regia Aeronautica Luigi Gorrini ha raccontato la sua esperienza bellica nell'ANR, descrivendo la figura di Adriano Visconti.
- Dai pulcini di Quarantotti alle comete di Visconti (2012) Gino Pizzati sergente maggiore, che combatté con Visconti, narra molti fatti accaduti nel periodo in cui l'Aeronautica Nazionale Repubblicana fu attiva, in particolare quando il gruppo di Visconti andò in Germania per il corso di pilotaggio sui Bf 109 e sui Me 163 Komet.
- Primo Gruppo Caccia Asso di Bastoni (2017) Olimpio Agostinis specialista nella Regia Aeronautica l'8 settembre 1943 si arruolò nell'Aeronautica Nazionale Repubblicana. A Campoformido era nella seconda Squadriglia del primo Gruppo Caccia Asso di Bastoni. Là incontrò Adriano Visconti. Agostinis andò anche in Germania con il Gruppo ed è stato testimone delle trattative con i partigiani a Gallarate. Nel documentario sono presenti molti filmati in 8 mm realizzati dal Tenente Cesare Erminio della prima squadriglia del gruppo. I filmati di Erminio sono una preziosa cronistoria in video delle vicende del Gruppo Caccia comandato da Visconti.
- Le Aquile di Visconti (2018) Film basato sui filmati in 8 mm dell'allora Tenente Cesare Erminio questo documentario ripercorre la storia del Primo Gruppo Caccia Asso di Bastoni. Oltre ai filmati di Erminio il film contiene interviste a testimoni dei fatti narrati come Luigi Gorrini, Olimpio Agostinis, Gino Pizzati e lo stesso Cesare Erminio, a questi si aggiungono anche le interviste allo storico Aeronautico Giovanni Massimello e Aldo Stefanini fratello di Valerio, aiutante di campo di Adriano Visconti. L'archivio fotografico di Giovanni Tripodi nipote di Adriano Visconti, completa la parte iconografica.

## Abbattimenti
Alla fine degli anni cinquanta, su una pubblicazione settimanale inerente alla seconda guerra mondiale e stampata a Roma, venne scritto da un anonimo autore che il maggiore Adriano Visconti aveva conseguito 26 abbattimenti. Sebbene questa pubblicazione non riportasse alcun riferimento documentale a sostegno di questa notizia, più agiografica che altro, successivamente, in modo acritico, questa venne pedissequamente ripresa per anni, anche da scrittori stranieri. In realtà le vittorie accreditate sono dieci di cui sei nella Regia Aeronautica (1940-1943),; il numero è riportato da Visconti stesso nel suo libretto di volo, rinvenuto da Giovanni Massimello e Giuseppe Pesce, autori del volume Adriano Visconti: asso di guerra (Parma, Albertelli, 1997) ovvero:
in servizio con la Regia Aeronautica:
- 16/06/1942 Bristol Blenheim con C.202
- 13/08/1942 Spitfire V con C.202
- 13/08/1942 Spitfire V con C.202
- 08/04/1943 P.40 con C.202
- 29/04/1943 Spitfire V con C.202
- 06/05/1943 Spitfire V con C.202

in servizio con la ANR:
- 01/03/1944 P.38 con C.205
- 11/03/1944 P.47 con C.205
- 30/05/1944 P.38 con C.205
- 25/04/1944 P.38 con C.205